# A show megy tovább
A show megy tovább (węg. Show idzie dalej) – dziesiąty album studyjny zespołu Skorpió, wydany w 1993 roku na płycie kompaktowej, kasecie magnetofonowej oraz płycie winylowej.

## Lista utworów
1. „Elég volt a sok dumából” – 3:04
2. „Mi vagyunk a Skorpió” – 3:46
3. „Oh Freddie mért mentél el” – 4:20
4. „Lassan végem lesz mar” – 3:55
5. „Ha jó hozzám az élet” – 3:16
6. „Sexy Lady” – 5:08
7. „Kell, hogy süssön már a nap” – 5:10
8. „Évezredünk vége felé” – 4:19
9. „Ezer dal” – 5:13

## Skład
- Károly Frenreisz – śpiew, gitara basowa, saksofon
- Antal Gábor Szűcs – śpiew, gitara
- Géza Pálvölgyi – instrumenty klawiszowe
- Tamás Papp – instrumenty perkusyjne
- Gábor Németh – inżynier dźwięku